# Насра
Насра (также Насри; груз. ნასრა; умер в 888 году) — принц из династии Багратионов и сын Гуарама Мампали, соправителя Тао-Кларджети.

## Биография
В 881 году старший и единственный выживший сын Гуарама Мампали, Насра убивает своего двоюродного брата Давид I Куропалата. Вероятно, причиной этого преступления было то, что Гуарам перед смертью отдал все свои владения своим братьям, что практически оставило Насру без наследия. После убийства Насра бежал в Византию, откуда его забрал его шурин Баграт I, царь Абхазии. Баграт сумел обеспечить себе византийскую помощь и от имени Насры вторгся во владения Багратидов. Стремясь уравновесить византийское влияние на Кавказе, Ашот I, царь Армении, вмешался в поддержку сына Давида I — Адарнасе. Таким образом, династическая вражда Багратидов переросла в региональный конфликт. Насре удалось захватить крепости Одзрхе, Джваристцихе и Ломсианта, но в итоге он был побеждён, захвачен в плен и вскоре убит в Аспиндзе.